# 플랫폼 경제
플랫폼 경제(platform economy)는 플랫폼(platform)에 의해 촉진되는 경제 및 사회 활동이다. 이 플랫폼들은 일반적으로 온라인 중개자(matchmaker) 또는 기술 프레임워크(technology framework)이다. 현재까지 가장 일반적인 유형은 "디지털 중개자"(digital matchmaker)라고도 불리는 "거래 플랫폼"(transaction platform)들이다. 거래 플랫폼의 예로는 아마존(Amazon), 에어비앤비(Airbnb), 우버(Uber), 바이두(Baidu) 등이 있다. 두 번째 유형은 "혁신 플랫폼"(innovation platform)으로, 마이크로소프트(Microsoft) 플랫폼에서 작업하는 많은 독립 개발자(independent developer)들과 같이 다른 사람들이 사용할 수 있는 공통적인 기술 프레임워크를 제공한다.

## 같이 보기
- 순환 경제
- C2C (전자 상거래)
- 긱 경제
- 긱 노동자
- 양면 시장